# مسلم بن مجفل
مسلّم بن مجفل (1844م - 1907م)، هو أحد رجال الملك عبد العزيز آل سعود الذين شاركوا معه في معركة فتح الرياض التي وقعت يوم 5 شوال 1319هـ (15 يناير 1902م). ولد ابن مجفل سنة 1844م (1260هـ)، وهو شيخ قبيلة الصملة من سبيع، اشتهر بالرماية وشدة البأس، ورافق الملك عبد العزيز وشارك معه في تحركاته التي قام بها في أطراف الاحساء، ثم صحبه في الربع الخالي ثم في معركته لاسترداد الرياض.

## وفاته
قتل في معركة الطرفية عام 1907م (1325هـ).